# Tobias Jesso Jr.
Tobias Jesso Jr., né le 11 juillet 1985 à North Vancouver, est un musicien canadien, auteur-compositeur-interprète. Son premier album solo Goon (en) est sorti en 2015 sur le label True Panther Sounds.

## Biographie
Après avoir vécu quatre années à Los Angeles où il travaille en tant que bassiste, il retourne à Vancouver et se met au piano. Il coécrit When We Were Young et Lay Me Down avec Adele. Il a écrit également des chansons pour Harry Styles et Miley Cyrus. Il participe à l’écriture et à la composition de l'album Radical Optimism de Dua Lipa.
Il s'est marié en 2019 avec l'auteure-compositrice-interprète australienne Emma Louise.

## Discographie
- 2015 : 25 d'Adele (co-auteur)
- 2015 : Goon (en) (auteur-compositeur-interprète)
- 2018 : Lilac Everything (en) (producteur)
- 2020 : Heartbreak Weather de Niall Horan  (coproducteur)
- 2021 : 30 d'Adele  (coproducteur)
- 2022 : Harry's House (Boyfriends) d'Harry Styles (co-auteur)
- 2023 : Endless Summer Vacation (Thousand Miles) de Miley Cyrus (co-auteur)

## Distinctions
Tobias Jesso Jr. a été nommé auteur de l'année 2015 aux Prix Juno et au Prix de musique Polaris. Il a reçu le SOCAN Breakout Award à Toronto en 2016. Il a remporté le Grammy Award de l'auteur compositeur de l'année en 2023.